# Alángup Qáqai
Alángup Qáqai är en bergskedja i Grönland (Kungariket Danmark).   Den ligger i kommunen Qaasuitsup, i den sydvästra delen av Grönland, 600 km norr om huvudstaden Nuuk.
Alángup Qáqai sträcker sig 17,4 km i öst-västlig riktning. Den högsta punkten är 881 meter över havet.
Topografiskt ingår följande toppar i Alángup Qáqai:
- Blåfjeld
- Íkardlugtûp Qáqâ
- Íngigigsorujuk
- Ingigisoq
- Nûkatdlûp Qáqâ